# Vanessa Wagner (Pianistin)
Vanessa Wagner (* 11. Juni 1973 in Rennes) ist eine französische Pianistin.

## Biografie
Sie studierte bei Dominique Merlet am Conservatoire de Paris. Mit 17 gewann sie den ersten Preis und studierte weiter bei Jean-Francois Heisser. Auf Empfehlung des Pianisten Leon Fleisher erhielt sie einen Platz an der Akademie in Cadenabbia in Italien, wo ihre Lehrer neben Fleisher, Fou Ts'ong, Karl Ulrich Schnabel, Murray Perahia und Alexis Weissenberg waren. 1999 wurde sie mit dem Victoire de la Musique als vielversprechendste Instrumentalsolistin ausgezeichnet.
2014 begann sie eine Zusammenarbeit mit dem Komponisten mexikanischer elektronischer Musik Murcof, vor allem bei der ersten Durchführung von "Beyond My Piano", einem musikalischen Rendezvous im Bouffes du Nord in Paris. 2016 begleitete sie ihn auf dem Album Statea, das auf dem Label InFine veröffentlicht wurde.

## Ausgewählte Diskografie
Auf Lyrinx Records
- Rachmaninoff: Klaviersonate No. 2 (1996)
- Alexander Scriabin: Fantaisie in B-Moll, Op. 28 (1998)
- Mozart: Klaviersonaten K280, K282, K310 & K330
- Schumann: Klaviersonaten Nos. 1 & 2, Nachtstücke op. 23

Auf Nave Records
- Brahms Vier Ballades op. 10 & Schumann: Sonate in F sharp.

Auf Ambroisie Records
- Debussy: Bilder, Bilder Oubliées, Estampes, Valse romantique
- Variationen – Haydn : Variationen in F-Moll Hob.XVII:6, Berio : Cinque variazioni per pianoforte, Jean-Philippe Rameau : Gavotte variée Brahms: Variationen über ein Thema von Schumann, Op. 9 und Rachmaninoff: Variationen über ein Thema von Corelli op. 42
- Britten: Sonate für Cello und Klavier (mit der Cellistin Ophélie Gaillard)

Auf Aparté Records
- Schubert: Klaviersonaten D.664 & D.784, Impromptus D.899
- Ravel: Ma m're l'Oye, Valses edlen et sentimentales, Gaspard de la nuit, Pavane pour une infante défunte

Andere
- Aphex Twin: Avril 14.
- Thiollet, Jean-Pierre (2015). "Über mein Klavier hinaus". 88 Noten für Solo-Piano. Neva . . 224–225, ISBN 978 2 3505 5192 0